# Point Éphémère
 (juillet 2020).
Si vous disposez d'ouvrages ou d'articles de référence ou si vous connaissez des sites web de qualité traitant du thème abordé ici, merci de compléter l'article en donnant les références utiles à sa vérifiabilité et en les liant à la section « Notes et références ».
Point Éphémère est une salle de concert parisienne, au bord du canal Saint-Martin, 200 quai de Valmy. Point Ephémère est un centre de dynamiques artistiques situé dans le 10e arrondissement de Paris, dans l’ancien magasin de matériaux de construction Point P sur le canal Saint-Martin. Son projet mêle résidences d’artistes, diffusion publique et intervention active dans la ville. 
Il est mené par l’équipe d’Usines Ephémères, qui depuis quinze ans[Quand ?] transforme des bâtiments en déshérence en espaces artistiques temporaires. 
Ce centre de dynamiques artistiques a ouvert le 13 octobre 2004. Il met en place les moyens nécessaires à la résidence d’artistes (plasticiens, musiciens, danseurs, scénographes) et des outils de reconnaissance publique de leur travail. 
Le bâtiment sera occupé par la caserne de Pompiers de Château-Landon, par la maison des associations du 10e arrondissement et par Point Éphémère.  
Depuis son ouverture, Point Ephémère accueille des artistes dans les espaces dédiés à la résidence (4 ateliers d’artistes, 1 studio de danse, 5 studios de répétition musique) et propose une programmation importante d’expositions, spectacles, concerts, soirées, conférences, ateliers, événements insolites... La salle se pose comme l'une des plus défricheuses de Paris. De nombreux artistes de renommée nationale et internationale s'y sont déjà produits : Adele, Flavien Berger, Zaho de Sagazan, Wet Leg, WU LYF ou encore King Krule.

## Historique
Point Éphémère occupe 1 400 m2 de l’ancien bâtiment communément appelé Point P, de l’enseigne du magasin de matériaux de construction. Livré en 1922, son premier propriétaire a dédié cet ensemble architectural Art déco brique et béton, au commerce. Cet ancien dock qui a participé à la vie industrielle du canal Saint-Martin s’illustre dès son ouverture par son caractère progressiste. En effet, l’entrepreneur Susset l’équipe d’un jardin d’enfant et d’une salle de bal afin de répondre aux besoins de ses employés et des habitants. Robert Sabatier, dans Les Allumettes suédoises, en dresse la description.

## Soutiens
Point Éphémère est soutenu par la mairie de Paris, le conseil régional d'Île-de-France, la Direction des Affaires culturelles d'Île-de-France et le CNM.